# 구단시타역
구단시타역(일본어: 九段下駅, くだんしたえき)은 일본 도쿄도 지요다구에 위치한 철도역이다. 도쿄 도 교통국의 부역명은 니쇼 학사 대학 앞이다.

## 역 구조
도자이 선은 상대식 승강장 2면 2선, 한조몬 선과 도영 신주쿠 선은 2면 2선의 상대식 승강장이 1면 2선의 섬식 승강장을 끼고 있는 형태의 합계 3면 4선을 갖는 구조이다. 한조몬 선과 신주쿠 선은 개찰구를 공용하며, 중간 개찰 없이 환승이 가능하다. 한편, 도자이 선은 개찰 내에서 연결되어 있지 않아서, 한번 개찰을 나와야 환승이 된다.
2013년 3월 15일까지 운영 주체가 달랐기 때문에 갈아탈 때는 계단을 오르고 개찰을 나와서 반대편으로 돌아갈 필요가 있었지만 벽을 철거하여 2013년 3월 16일부터 도쿄 메트로 한조몬 선 4번 선과 도영 지하철 신주쿠 선 5번 선의 승강장은 환승 개찰 없이 갈아탈 수 있게 되었다.
한조몬 선의 상대식 승강장 구조를 가졌던 역은 당역 뿐이었다. 그러나, 2013년 3월 16일부터는 한조몬 선 오시아게 방면과 신주쿠 선의 신주쿠 방면이 공용하는 섬식 승강장이 되었기에, 엄밀히 말하자면 상대식 승강장의 구조가 아니다. 도자이 선의 승강장에는 기둥이 있고, 한조몬 선의 승강장은 한조몬 방향에만 중앙 기둥이 없고, 그 이외의 부분에는 기둥이 있다.

### 승강장
| 1 | ○ 도자이 선      | 오테마치·니시후나바시·쓰다누마·도요 가쓰타다이 방면 |
| 2 | ○ 도자이 선      | 나카노·미타카 방면                                  |
| 3 | ○ 한조몬 선      | 나카타초·시부야·주오린칸 방면                       |
| 4 | ○ 한조몬 선      | 오시아게·구키·미나미쿠리하시 방면                   |
| 5 | ○ 도영 신주쿠 선 | 신주쿠·사사즈카·하시모토 방면                       |
| 6 | ○ 도영 신주쿠 선 | 바쿠로요코야마·모토야와타 방면                      |

## 역세권 정보
- 기타노마루 공원
- 기타노마루 스퀘어
- 니쇼 학사 대학
- 도쿄 이과대학
- 센슈 대학교
- 야스쿠니 신사
- 일본무도관(日本武道館)
- 과학기술관
- 재일본조선인총연합회 본부
- 주일  인도 대사관
- 주부닛폰방송(CBC) 도쿄 지사
- 지요다 보건소
- 구단시타 우체국
- 고지마치 세무서
- 도쿄 법무국
- 구단시타 합동청사
- 지요다구청
- 호텔 그랜드 팰리스
- 고쿄

## 역사
- 1964년 12월 23일: 도자이 선의 역이 영업 개시, 당초 시종착역이었음.
- 1966년 3월 16일: 당역 ~ 다케바시 역간 연장으로 중간역이 됨.
- 1980년 3월 16일: 신주쿠 선의 역이 영업 개시, 환승역이 됨.
- 1989년 1월 26일: 한조몬 선의 역이 영업 개시, 3개 노선의 환승역이 됨.
- 2013년 3월 16일: 한조몬 선의 4번 선과 신주쿠 선의 5번 선 사이에 있는 벽이 철거되어 한조몬 선과 도영 신주쿠 선은 개찰구 없이 환승 가능해졌고 대합실도 연결됨.

## 사진

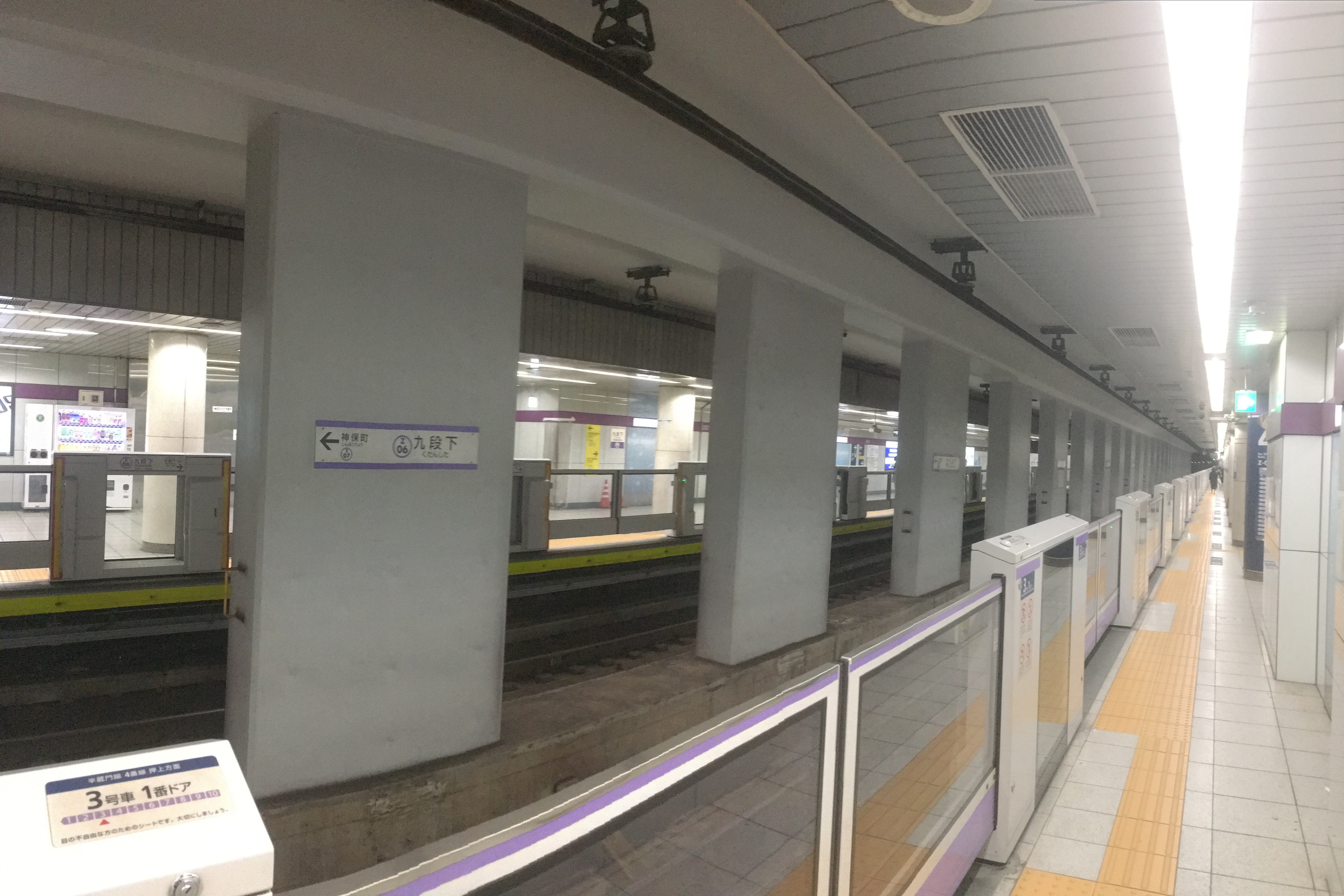
한조몬선 승강장 (2020년 2월 23일)
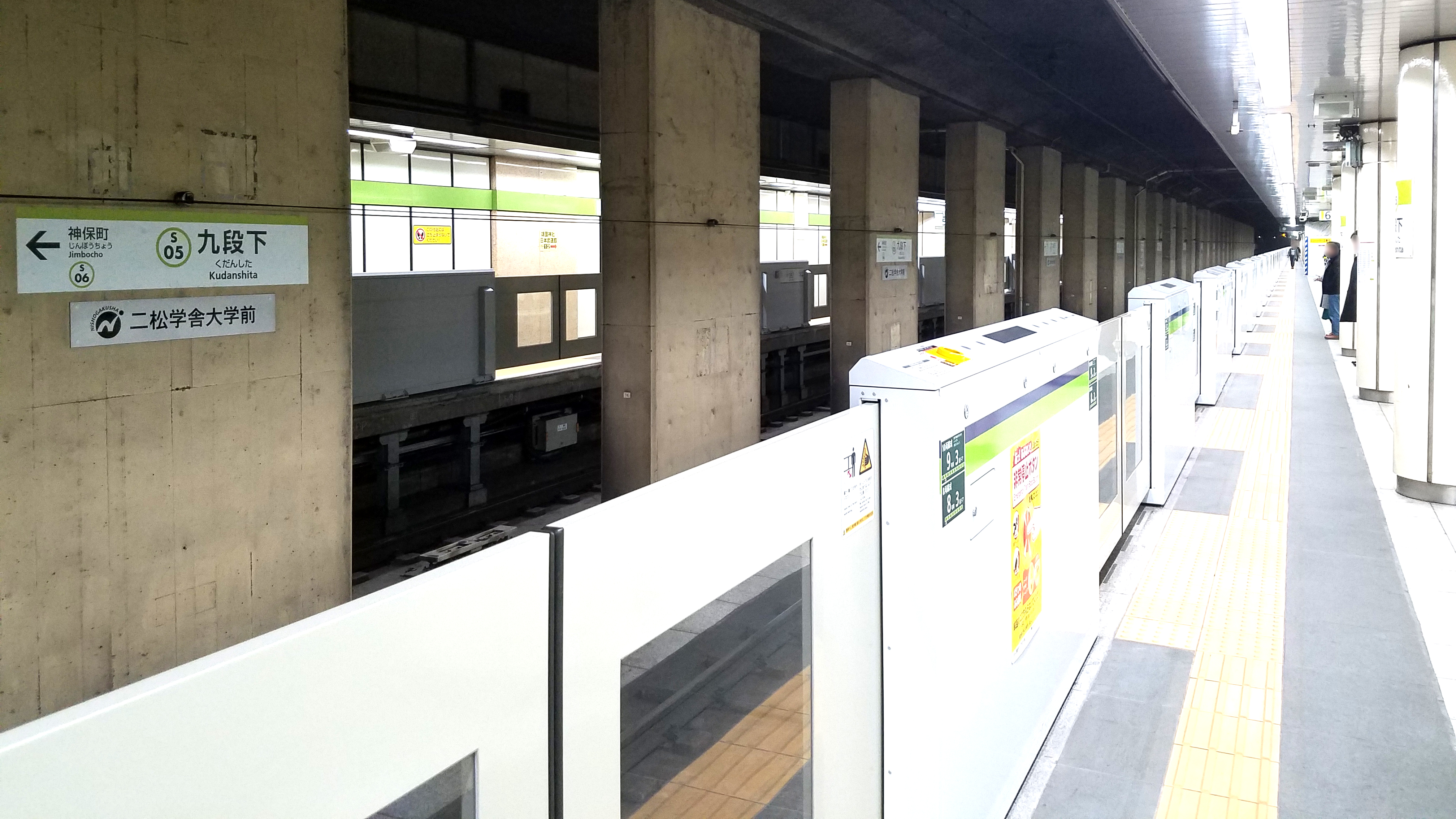
신주쿠선 승강장
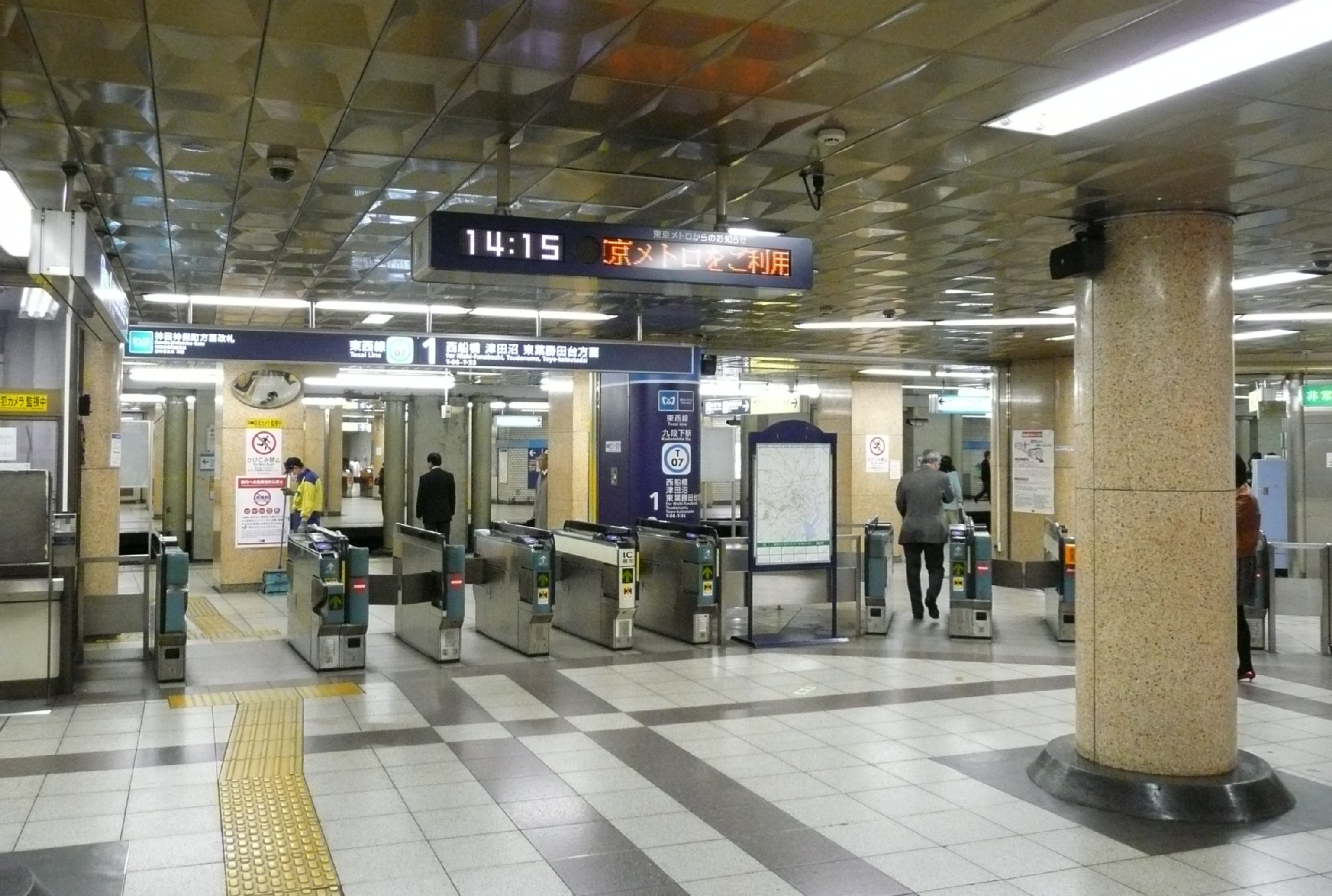
개찰구

## 인접역
| 도쿄 메트로 5호선        | 도쿄 메트로 5호선 | 도쿄 메트로 5호선              |
| ------------------------ | ----------------- | ------------------------------ |
| T06 이다바시 나카노 방면 | 도자이 선         | T08 다케바시 니시후나바시 방면 |
| 도쿄 메트로 11호선       |                   |                                |
| Z05 한조몬 시부야 방면   | 한조몬 선         | Z07 진보초 오시아게 방면       |
| 도쿄 도 교통국 10호선    |                   |                                |
| S04 이치가야 신주쿠 방면 | 신주쿠 선         | S06 진보초 모토야와타 방면     |